# Gonomyia (Leiponeura) ibo
Gonomyia (Leiponeura) ibo is een tweevleugelige uit de familie steltmuggen (Limoniidae). De soort komt voor in het Afrotropisch gebied.